# Ají (salsa)
L'ají è una salsa piccante che contiene spesso dei pomodori, coriandolo, peperoncini (aji amarillo), cipolle e acqua, che entra nella composizione di molte ricette dei paesi latino-americani.
Quando l'ingrediente principale è il peperoncino, la salsa si chiama ajiacio.
Il nome ají trae origine dalla parola che in taíno, una lingua appartenente al ceppo arawak, significa "peperoncino". Nonostante oggi il popolo taíno, e di conseguenza anche la sua lingua, siano estinti, nelle lingue arawak parlate nei caraibi sono attestate parole apparentate con il vocabolo taíno, come áti in igneri (caribe insulare), ati in garifuna, hashi in wayuu, hathi in lokono e ãsi in tariana. Pietro Martire d'Anghiera nel De orbe novo Decades (1511 - 1530) descrive brevemente la spezia:
(Pietro Martire d'Anghiera, De orbe novo Decades, Libro IX, Decade 5)
Chiamato uchu dagli Inca o "pepe delle Indie" dagli Spagnoli, l'ají è stato il più importante condimento utilizzato in Perù da secoli, e ancora oggi è uno dei principali ingredienti utilizzati nella cucina peruviana.
In Colombia, nell'Amazzonia nord-occidentale, l'aji negro (salsa di succo della manioca amara con peperoncini piccanti) è quotidianamente consumato dai popoli indigeni: e questa ricetta tradizionale che rischia di essere persa è stata inventariata nell'arca del gusto – slow food.
In Cile, con l'aggiunta di succo di limone, la salsa è conosciuta come l'ají chileno.